# Уголовно-процессуальный кодекс Украины
Уголовно-процессуальный кодекс Украины (УПКУ) (укр. Кримінально-процесуальний кодекс України, КПКУ) — законодательный акт, в котором систематизированы нормы, регулирующие порядок расследования и судебного разбирательства уголовных дел и выполнения приговора. Принят 28 декабря 1960 года. Введён в действие с 1 апреля 1961 года. Состоит из 8 разделов, 36 глав. Со времени принятия испытал существенные изменения и дополнения.
Один из кодифицированных нормативно-правовых актов Украинской ССР, продолжавших действовать на территории независимой Украины более 20 лет.
Утратил силу в связи с принятием нового Уголовного процессуального кодекса Украины.

## Структура
УПК Украины состоит из 8 разделов и 36 глав, 449 статей. Они регулировали:
- Общие положения. Этот раздел регулировал общие положения, соответственно к каким определяется подсудность, вычисляются судебные издержки, определяется степень важности доказательств, определяются критерии, согласно которым уголовное дело подлежит закрытию и так далее.
- Досудебное следствие, дознание. Этот раздел регулировал все события, которые происходят от предварительного рассмотрения возбуждения уголовного дела до производства дела в суде: порядок возбуждения уголовного дела, органы досудебного следствия, порядок допроса участников процесса, меры пресечения, проведение экспертиз и других следственных действий, завершение досудебного следствия.
- Производство дел в суде первой инстанции. Этот раздел регулировал все события во время прохождения дела в суде: от предварительного слушания дела и начала судебного заседания до оглашения приговора, в том числе порядок проведения слушания, допроса участников процесса, судебные расходы и так далее.
- Производство по проверке приговоров, судебных решений и определений суда. Этот раздел регулировал порядок рассмотрения в судах высших инстанций апелляций; кассационное производство и производство судебных решений в порядке исключительного производства.
- Исполнение приговора. Этот раздел регулировал все процессы, которые происходят от оглашения приговора в судебном зале, до начала его исполнения соответственно положениям уголовно-исполнительного кодекса Украины.
- Применение принудительных мер медицинского характера. Этот раздел регулировал порядок исполнения приговора, если мерой государственного принуждения выбраны медицинские мероприятия, а именно: лечение в различных психиатрических стационарах, лечение от алко- или наркозависимости и так далее.
- Протокольная форма досудебной подготовки материалов.
- Производство в делах о преступлениях несовершеннолетних. Этот раздел описывает особенности производства дела, если подсудимый — несовершеннолетний.

## Предназначение и задания Уголовно-процессуального кодекса Украины
Соответственно статьям 1 и 2 УПК Украины, предназначением кодекса является определение порядка производства в уголовных делах. Задачей уголовного судопроизводства является охрана прав и интересов юридических и физических лиц-участников дела, полное раскрытие преступлений, изобличение виновных и обеспечение того, чтобы были наказаны именно виновные, и никто другой, и чтобы виновные получили надлежащее наказание.